# Kirjat Anavim
Kirjat Anavim (hebrejsky קִרְיַת עֲנָבִים, doslova „Město hroznů“, v oficiálním přepisu do angličtiny Qiryat Anavim, přepisováno též Kiryat Anavim) je vesnice typu kibuc v Izraeli, v Jeruzalémském distriktu, v Oblastní radě Mate Jehuda.

## Geografie
Leží v nadmořské výšce 664 metrů na zalesněných svazích Judských hor v Jeruzalémském koridoru. Vesnice je situována pod vyvýšenou terasu, která severně od obce vybíhá ve vrch Har ha-Hagana. Na jižní straně se krajina sklání do údolí v povodí vádí Nachal Ksalon.
Obec se nachází 42 kilometrů od břehu Středozemního moře, cca 43 kilometrů jihovýchodně od centra Tel Avivu a cca 11 kilometrů severozápadně od historického jádra Jeruzalému. Kirjat Anavim obývají Židé, přičemž osídlení v tomto regionu je etnicky převážně židovské. Necelé 2 kilometry jižně odtud ovšem leží město Abu Goš, které obývají izraelští Arabové stejně jako nedaleké vesnice Ajn Nakuba a Ajn Rafa. Kibuc je situován necelé 2 kilometry od Zelené linie, která odděluje Izrael v jeho mezinárodně uznávaných hranicích od území Západního břehu Jordánu. Počátkem 21. století byly přilehlé arabské oblastí Západního břehu od Izraele odděleny pomocí bezpečnostní bariéry.
Kirjat Anavim je na dopravní síť napojen pomocí lokální silnice číslo 425. Na jihu vesnici míjí dálnice číslo 1 z Tel Avivu do Jeruzalému.

## Dějiny
Kirjat Anavim byl založen v roce 1920. Jméno je překladem původního názvu nedaleké arabské obce Abu Goš (Karjat el-Anab) do hebrejštiny. Do židovského vlastnictví se půda v této lokalitě dostala již roku 1914 díky výkupu pozemků od arabského statkáře z Abu Goš. První osadníci se tu ale neudrželi a lokalitu opustili. Ke zřízení trvalé osady zde došlo až 4. dubna 1920. Zakladateli byla skupina šesti Židů z Ukrajiny, ke kterým se pak přidali židovští imigranti z Polska, Německa a Argentiny.
Židovský národní fond obyvatelům vypomohl výstavbou teras a přímou finanční dotací. Šlo o jednu z prvních židovských osad situovaných v hornaté krajině. Dlouho se potýkala s nedostatkem vody (přírodní pramen v létě vysychal). Teprve roku 1937 sem byl zaveden vodovod. Obyvatelé se zaměřovali na pěstování ovoce a chov drůbeže. Jako první kibuc v Palestině také spustili ubytování pro turisty.
9. listopadu 1937 bylo pět členů kibucu zabito Araby. Následujícího roku pak poblíž vyrostl nový kibuc Ma'ale ha-Chamiša (Svah pěti), který je připomíná. Během války za nezávislost v roce 1948 se v okolí vesnice odehrávaly těžké boje o nedalekou strategickou výšinu Radarový vrch (Radar Hill, Giv'at ha-Radar - גִּבְעַת הָרָדָאר - dnes židovská osada Har Adar). Sídlily tu jednotky Palmach (Brigáda Harel), které se podílely na bojích o přístupy k Jeruzalému. Je tu i vojenský hřbitov této jednotky.
Koncem 40. let měl kibuc rozlohu katastrálního území 582 dunamů (0,582 kilometrů čtverečních).

## Demografie
Podle údajů z roku 2014 tvořili naprostou většinu obyvatel v Kirjat Anavim Židé (včetně statistické kategorie "ostatní", která zahrnuje nearabské obyvatele židovského původu ale bez formální příslušnosti k židovskému náboženství).
Jde o menší obec vesnického typu s dlouhodobě stagnující populací. K 31. prosinci 2014 zde žilo 451 lidí. Během roku 2014 populace stoupla o 2,7 %.
| Rok            | 1948 | 1961 | 1972 | 1983 | 1995 | 2001 | 2003 | 2004 | 2005 | 2006 | 2007 | 2008 | 2009 | 2010 | 2011 | 2012 | 2013 | 2014 |
| -------------- | ---- | ---- | ---- | ---- | ---- | ---- | ---- | ---- | ---- | ---- | ---- | ---- | ---- | ---- | ---- | ---- | ---- | ---- |
| Počet obyvatel | 264  | 294  | 328  | 409  | 360  | 325  | 309  | 307  | 314  | 323  | 321  | 313  | 409  | 402  | 421  | 436  | 439  | 451  |